# جان سی. کورنبلوم
جان کریستین کورنبلوم (زاده ۶ فوریه ۱۹۴۳) یک سیاستمدار و تاجر آمریکایی است. او در سال ۱۹۶۴میلادی وارد سرویس خارجی آمریکا شد. در طول 35 سالِ بعدی ، او در وزارت امور خارجه در واشنگتن و اروپا خدمت کرد. از سال ۲۰۰۱ ، او خود را به عنوان یک بانکدار سرمایه گذاری و مشاور تجاری بین المللی معرفی کرد. او در برلین زندگی می کند.
کورنبلوم یکی از کارشناسان پیشرو در امور اقتصادی و سیاسی فراآتلانتیک و نقش در حال تحول جامعه آتلانتیک در دنیای چند قطبی است. او به طور گسترده به هر دو زبان آلمانی و انگلیسی سخنرانی و نویسندگی می‌کند و به ویژه به خاطر نظرات مطبوعاتی و تلویزیونی خود در مورد پیامدهای جهانی شدن در دو سوی اقیانوس اطلس شناخته شده است.